# Luragung
Luragung is een bestuurslaag in het regentschap Pekalongan van de provincie Midden-Java, Indonesië. Luragung telt 3296 inwoners (volkstelling 2010).